# Bojar Orsja
Bojar Orsja (russisk: Боярин Орша) er en russisk stumfilm fra 1909 instrueret af Pjotr Tjardynin.

## Handling
Filmen fortæller om bojaren, der vender tilbage til sin fødegård efter tjeneste hos Ivan den Grusomme. En dag bliver han vidne til sin datters møde med sin adoptivsøn Arsenij, hvilket gør ham rasende.

## Medvirkende
- Andrej Gromov som Arsenij
- Pjotr Tjardynin som Orsja
- Aleksandra Gontjarova